# Fortunant Mikuletič
Fortunat Mikuletič, slovenski odvetnik, politični delavec, prevajalec, pesnik in pisatelj, * 26. julij 1886, Trst, † 17. september 1965, Ljubljana.

## Življenjepis
Mikuletič je študiral pravo na univerzah na Dunaju in Pragi, kjer je leta 1914 tudi diplomiral. Med prvo svetovno vojno je kot poročnik avstro-ogrske vojske služil v Mostarju in na Soški fronti. Po koncu vojne je imel od leta 1924 do 1931 samostojno odvetniško pisarno v Ilirski Bistrici, od koder pa se je zaradi nevarnosti fašističnega pregona umaknil v Jugoslavijo  in bil do aprila 1941 odvetnik v Celju. Ko se je po okupaciji zatekel v Ljubljano, so ga italijanske oblasti pregnale (konfinirale) v Abruce, kjer je dočakal kapitulacijo Italije ter nato do konca vojne živel v Firencah, Modeni in Milanu. Po osvoboditvi se je preselil v Trst, kjer je bil od leta 1949 do 1960 odvetnik, predsednik Glasbene matice in podpredsednik Slovenske prosvetne zveze. V tem obdobju je nekaj let v Kopru urejal in prevajal italijansko izdajo Uradnega vestnika okraja Koper.

## Literarno delo
Fortunat Mikuletič je pod izmišljenim imenom (psevdonimom) Mikula Letič pisal črtice, novele, pesmi, anekdote in parodije: (Dalmatinska robinzonada, sonetni venec Kranjski klobasi, Internatitis /Goriška Mohorjeva družba, 1974/). Dela je objavljal v raznih časopish: Jadranskem koledarju, Pavlihi, Primoeskem dnevniku in slovenskih oddajah tržaškega radia.